# Elecciones federales de Canadá de 1887
La elección federal canadiense de 1882 se llevó a cabo el 20 de junio de 1882, para elegir a miembros de la Cámara de los Comunes canadiense del quinto Parlamento de Canadá.
Los conservadores y los liberal-conservadores del primer ministro sir John A. Macdonald conservaron el poder, derrotando al Partido Liberal de Edward Blake.

## Resultados nacionales
| Partido | Partido                   | Líder | #   | Asientos | Asientos | Asientos | Voto popular | Voto popular | Voto popular |
| --- | ------------------------- | ----- | --- | -------- | -------- | -------- | ------------ | ------------ | ------------ |
| Partido | Partido                   | Líder | #   | 1882     | Electos  | Cambios  | #            | %            | Cambios      |
| Conservador | John A. Macdonald         | 172   | 94  | 96       | -7.4%    | 291,138  | 40.15%       | +2.12pp      |              |
| Liberal-Conservador | John A. Macdonald         | 32    | 42  | 27       | -35.7%   | 52,667   | 7.26%        | -5.30pp      |              |
| Liberal | Edward Blake              | 183   | 73  | 79       | +8.2%    | 312,736  | 43.13%       | +12.03pp     |              |
| Independiente Liberal | Independiente Liberal     | 9     | 2   | 6        | +150%    | 15,695   | 2.16%        | +1.05pp      |              |
| Conservador Independiente | Conservador Independiente | 8     | 1   | 3        | +200%    | 11,345   | 1.56%        | +1.39pp      |              |
| Independiente | Independiente             | 10    | 1   | 1        | 0%       | 8,984    | 1.24%        | -0.35pp      |              |
| Conservador Nacionalista |                           | 2     | 1   | 2        | +100%    | 3,522    | 0.49%        | +0.28pp      |              |
| Desconocido | Desconocido               | 18    | -   |          |          | 24,172   | 3.33%        | -22.08pp     |              |
| Nationalist |                           | 6     | *   | 1        | *        | 4,784    | 0.66%        | *            |              |
| Total | Total                     | Total | 440 | 213      | 215      | -3.8%    | 725,043      | 100%         | -            |
| Fuentes: http://www.elections.ca -- History of Federal Ridings since 1867 Archivado el 4 de diciembre de 2008 en Wayback Machine. |                           |       |     |          |          |          |              |              |              |

Nota:
* El partido no presentó candidato en elecciones previas.
Aclamaciones:
- British Columbia: 1 Conservador
- Manitoba: 1 Liberal-Conservador
- Quebec: 1 Conservador, 3 Liberales

| 123         | 79      | 13    |
| Conservador | Liberal | Otros |